# Shippensburg
Shippensburg es una ciudad de los Estados Unidos fundada en 1730. Debe su nombre a Edward Shippen. Está situada a 66 km de la capital, Harrisburg. Es la sede de la Universidad de Shippensburg.